# Estación de Aoyama-itchome
Aoyama-itchōme (青山一丁目駅 Aoyama-itchōme-eki?) es una estación de metro en Minato, Tokio, Japón operada por Tokyo Metro y Oficina Metropolitana de Transporte de Tokio (Toei).

## Servicios
La estación es servida por las siguientes líneas:
Tokyo Metro:
- Línea Ginza (G-04)
- Línea Hanzomon (Z-03)

Toei:
- Línea Oedo (E-24)

## Disposición de la estación
Hay un pasaje que une la Línea Hanzōmon y la Línea Ōedo. La transferencia de la línea Ginza a la línea Ōedo se realiza a través de la plataforma de la línea Hanzōmon.
La estación de la línea Ginza consta de dos andenes laterales que dan servicio a dos vías. La estación de la línea Hanzōmon consiste en una plataforma de isla que da servicio a dos vías. La estación de la línea Oedo posee un andén central.

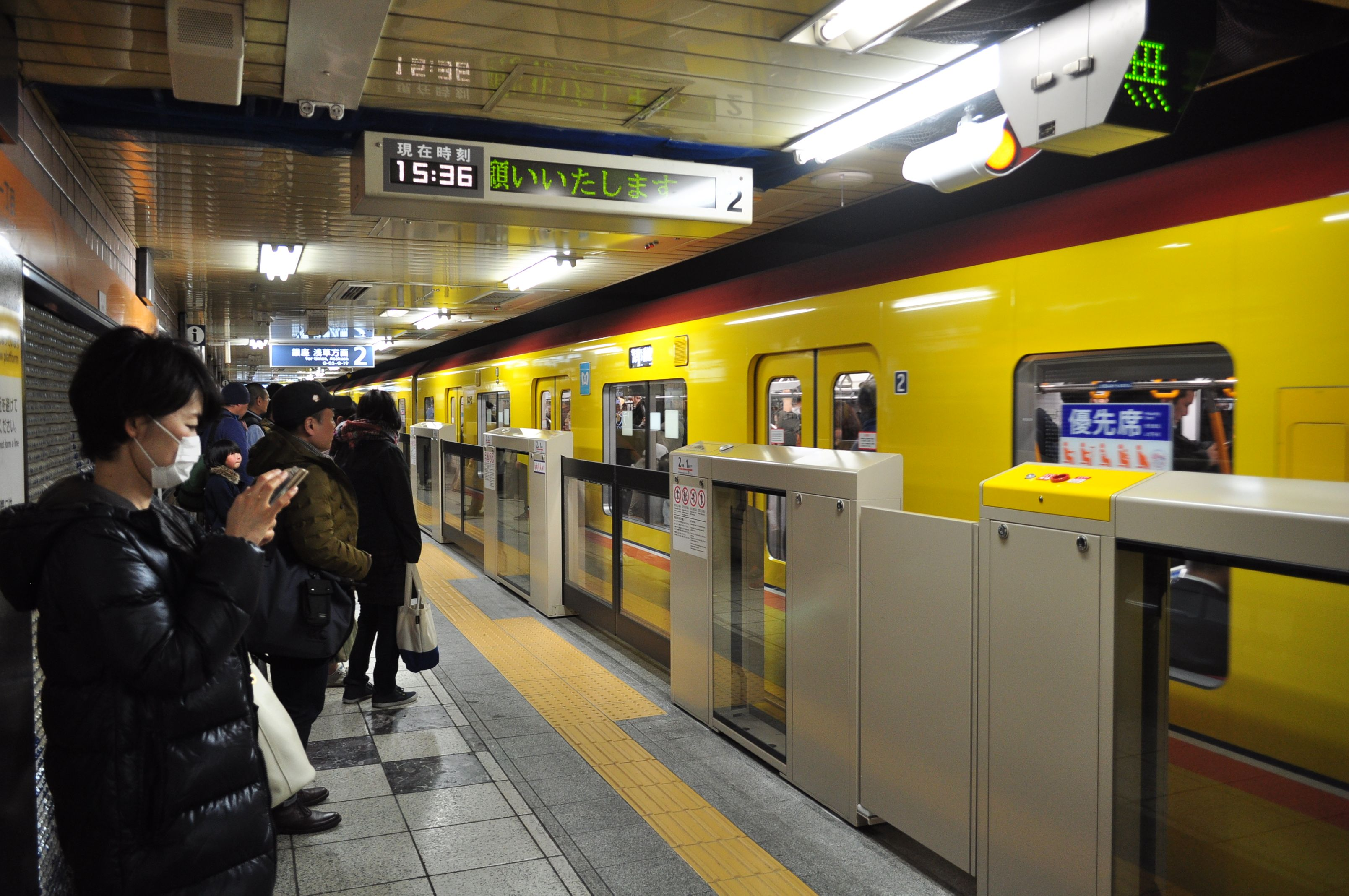
Andenes de la linea Ginza
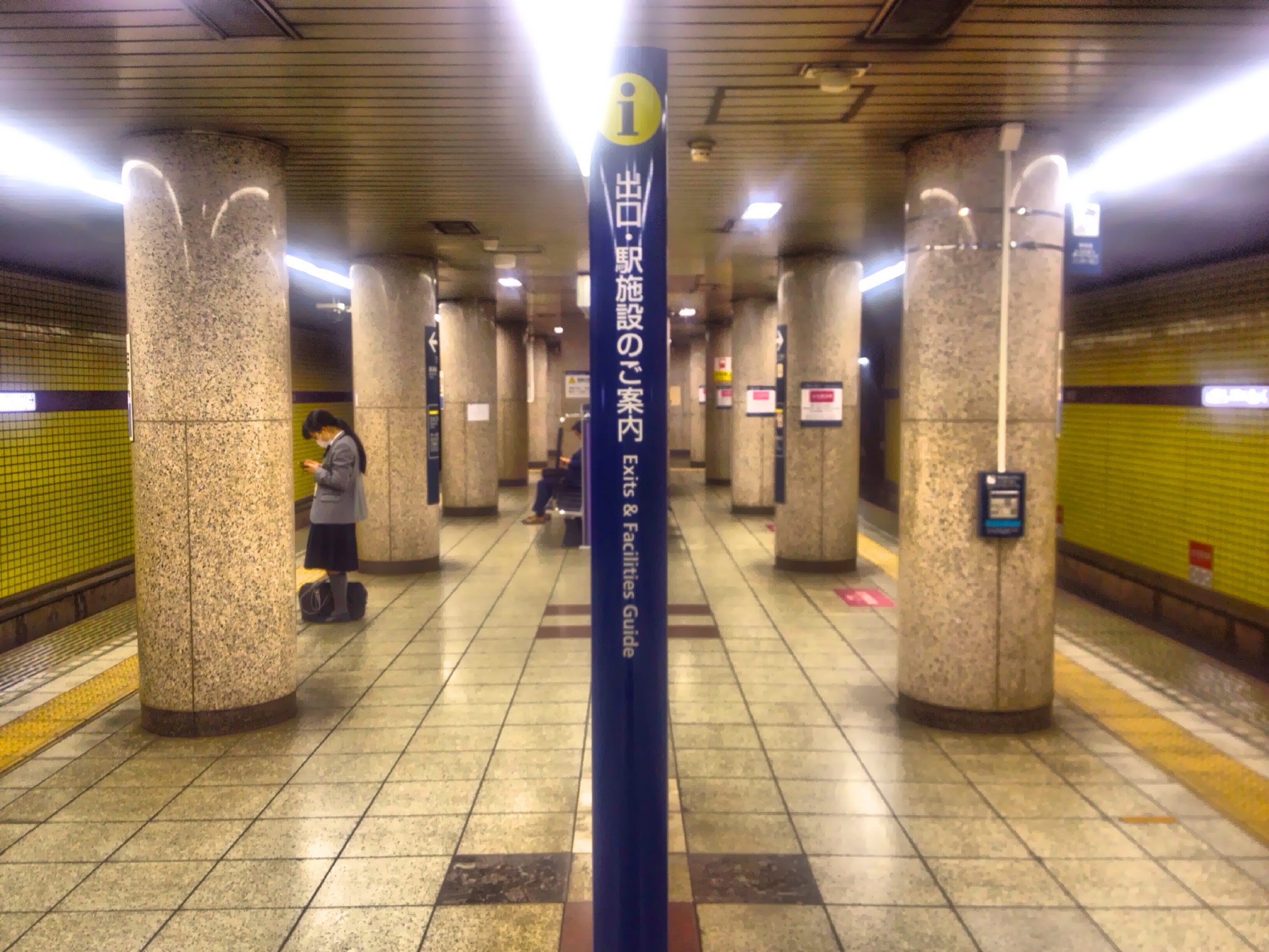
Anden de la linea Hanzomon
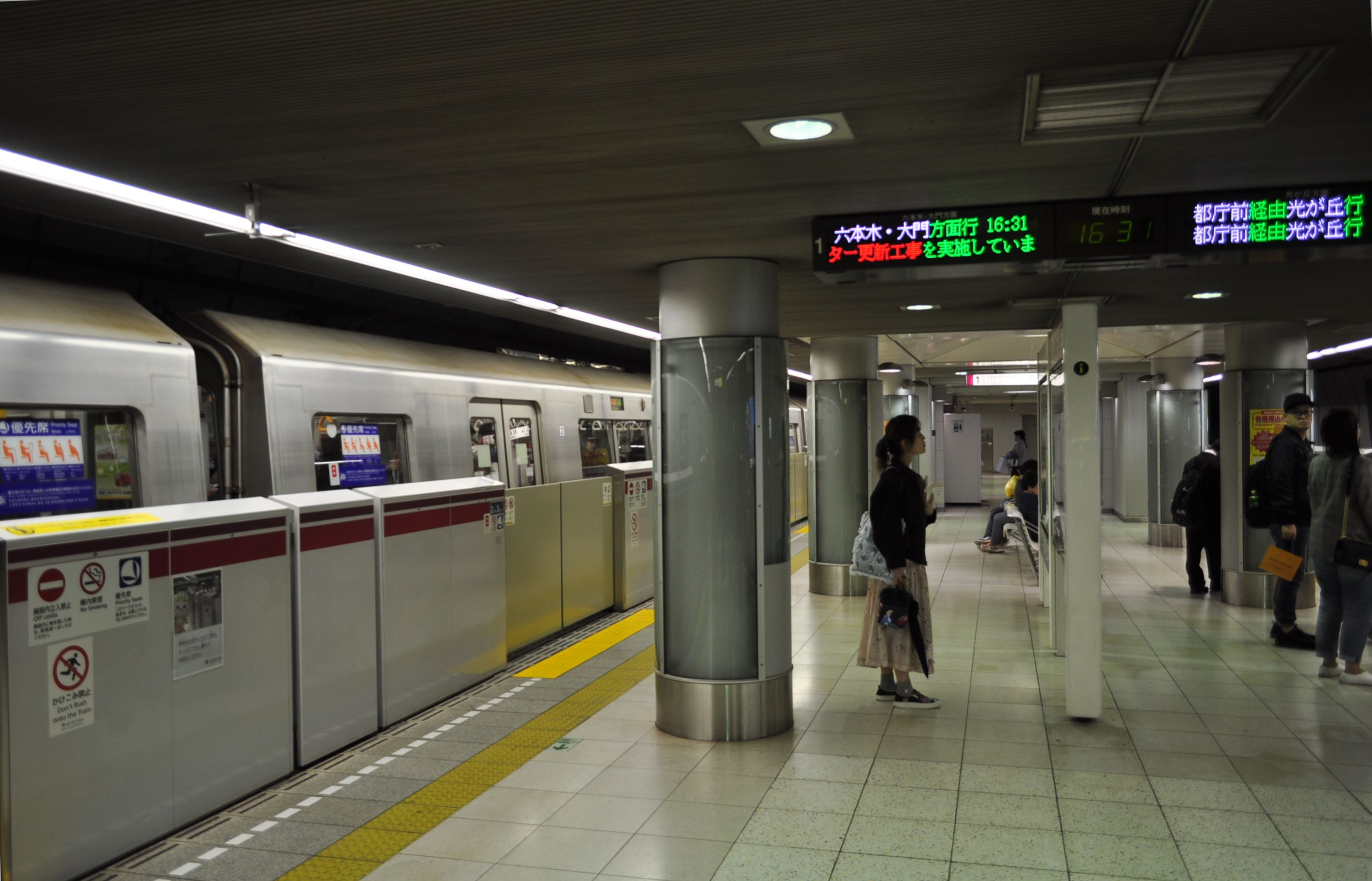
Anden de la linea Oedo

## Historia
- 18 de noviembre de 1938: Inauguración de la estación , extensión de la línea Ginza.
- 1 de augosto de 1978: Inauguración de la línea Hanzōmon .
- 12 de diciembre de 2000: La línea Ōedo extiende su recorrido hasta esta estación .
- 1 de abril de 2004: Las instalaciones de las líneas Hanzomon y Ginza Lines fueron heredaras por Tokyo Metro tras la privatización de la Autoridad de Tránsito Rápido de Teito (TRTA).[1]

## Estaciones adyacentes
| «                                 | «                                 | »                           | »                           |                    |
| Metro de Tokio                    | Metro de Tokio                    | Metro de Tokio              | Metro de Tokio              | Metro de Tokio     |
| Línea Ginza (G-04)                | Línea Ginza (G-04)                | Línea Ginza (G-04)          | Línea Ginza (G-04)          | Línea Ginza (G-04) |
| --------------------------------- | --------------------------------- | --------------------------- | --------------------------- | ------------------ |
| Gaiemmae (a Shibuya)              | Gaiemmae (a Shibuya)              | Akasaka-Mitsuke (a Asakusa) | Akasaka-Mitsuke (a Asakusa) |                    |
| Línea Hanzomon (Z-03)             |                                   |                             |                             |                    |
| Omotesando (a Shibuya)            | Omotesando (a Shibuya)            | Nagatacho (a Oshiage)       | Nagatacho (a Oshiage)       |                    |
| Línea Toei Oedo (E-24)            |                                   |                             |                             |                    |
| Kokuritsu-Kyōgirō (a Hikarigaoka) | Kokuritsu-Kyōgirō (a Hikarigaoka) | Roppongi (a Tochomae)       | Roppongi (a Tochomae)       |                    |